# Субретка

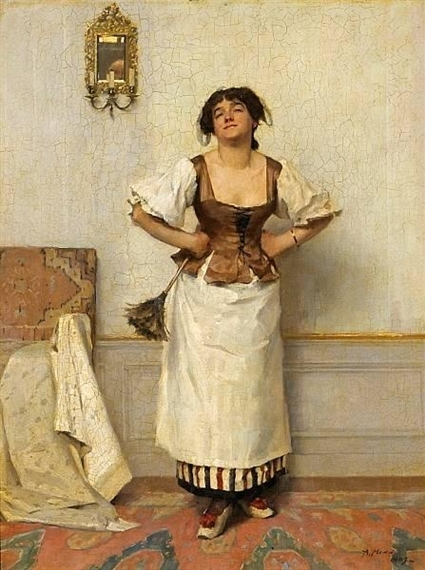
«Субретка», художник Александер Манн

Субретка (фр. soubrette, від прованс. soubret — манірний) — французький термін, що позначає акторське амплуа спритної, винахідливої служниці, яка допомагає своїм господарям в їхніх любовних інтригах. Поняття виникло в італійській комедії дель арте й перейшло у французьку комедію.
У XIX столітті його почали використовувати в театральній прозі, в опера комік й опереті для позначення жіночих ролей, переважно пустотливих служниць. Під час доби фашизму в Італії, в контексті мовної автаркії, встановленої режимом, його було замінено на італ. «brillante».